# Michalka (jeskyně)

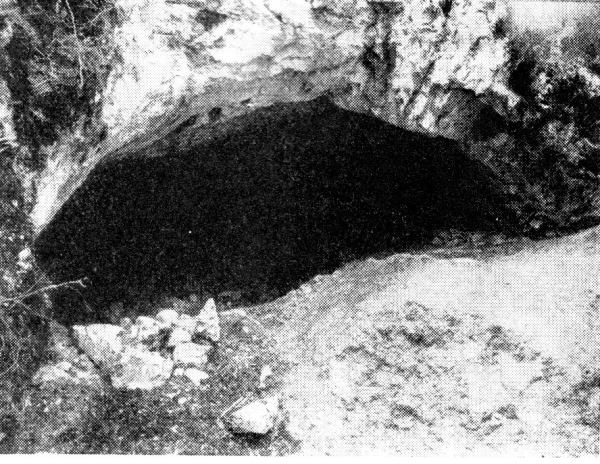
Michalova jeskyně – původní stav na přelomu 19. a 20. století

Michalka, též Michalova jeskyně, zvaná také Michálka, leží v Hrádském žlebu v Moravském krasu na katastrálním území obce Lipovec.
Původně nesla název Ovčí jeskyně. V třicátých letech 19. století zde měl sídlo obávaný lupič Michal Meluzín z Lipovce a podle nějž dostala tato jeskyně svůj současný název. Jeskyni chodili vytěžovat „kosťaři“ – sběrači kostí diluviálních zvířat pro továrnu na spódium v Boskovicích. V polovině třicátých let 20. století, kdy v Německu získal moc Adolf Hitler, převzala jeskyni Československá armáda, která nechala Michalku vybetonovat a hermeticky utěsnit, poněvadž zde měl vzniknout zodolněný sklad munice. Stavební práce v jeskyni uskutečnila v roce 1937 firma Konstruktiva. Po jejich provedení bylo však od původního záměru upuštěno, vznikl zde sklad bojových plynů, byl zde umístěn yperit. Za německé okupace jeskyni převzala německá okupační správa. V roce 1943 bylo rozhodnuto, že se zde budou vyrábět součástky do leteckých motorů. V květnu 1944 byly dokončeny stavební úpravy a začala zde výroba, která trvala až do konce 2. světové války.
Novodobá historie začala roku 1960, kdy se v mlékárně v Otinovsi začalo uvažovat o zavedení výroby plísňového sýru NIVA. Jako zrací sklep byla vytipována právě jeskyně Michalka, která byla nevyužita. Od roku 1963 započala výroba, která trvala až do roku 2003, kdy Mlékárna Otinoves zbudovala podle směrnic Evropské unie nový zrací sklep v Otinovsi a výroba v jeskyni byla opuštěna. V roce 2004 Michalku získala základní organizace České speleologické společnosti 6 - 20 Moravský kras a Michalku využívá až do dnešních dnů jako svou základnu.